# Jellyfish
Jellyfish fou una banda de música pop de San Francisco dels anys 90.
Es va caracteritzar per realitzar una música pop creativa, amb un so molt fresc, melòdic i de qualitat, la seva imatge semblava treta d'un dibuix animat.
Actualment ja no existeix aquesta banda, tot i que, amb el temps, ha acabat sent un grup de culte i es considera un dels grups influents de la música pop.
La seva composició inicial (1990-1992) fou:
- Andy Sturmer: Cantant i bateria del grup.
- Roger Manning: Teclats.
- Chris Manning: Baix.
- Jason Falkner: Guitarra.

La darrera composició (1992-1994) fou:
- Andy Sturmer: Cantant i bateria del grup.
- Roger Manning: Teclats.
- Tim Smith: Baix.

## Història
A finals de la dècada del 1980, Andy Sturmer i Roger Manning s'uneixen a San Francisco i formen el grup Beatnik Beach, del qual en van treure dos àlbums: At the Zula Pool, (Industrial Records, 1987) i Beatnik Beatch, (Atlantic Records, 1988).
Posteriorment Jason Falkner s'uneix al grup i també ho va fer el germà de Roger Manning, el Chris Manning.
Tots 4 formen Jellyfish.
El 1990 surt al mercat el seu primer disc: Bellybutton, (Charisma Records, 1990).
El seu 'single' fou 'Baby's Coming Back', una cancó amb un so molt directe, amb reminiscències a música AOR; és, segurament, la cancó que més identifica al grup.
De fet, recorda molt a la primera època dels Beatles.
Altres cançons són 'The king is half-undressed' (recorda als Who); 'All I Want Is Everything' és trepidant, a l'estil de Cheap Trick, etc.
Tot i això, el disc va tenir un èxit modest.
El 1993 treuen el segon disc: Spilt milk, (Charisma Records, 1993).
El disc comença amb una cancó introductòria, Hush, i segueix amb Joining a Fan Club, a mig camí entre el Sergeant Pepper's dels Beatles i el Bohemian Rhapsody dels Queen.
Altres cançons del disc són: Sebrina, Paste and Plato i He's my Best Friend (ambdues amb detalls psicodèlics); The Ghost at Number One (amb apunts barrocs amb clavicèmbal); Bye, bye, bye (amb un aire de cabaret de París), etc.
Tampoc aquest disc va tenir l'èxit esperat, això unit a les creixents discussions entre Andy Sturmer i Roger Manning, el 1994 es trenca el grup.

## Era post-Jellyfish
Després de la separació, Roger Manning s'ajunta amb Eric Dover i crea una nova banda: Imperial Drag; treu un disc en solitari The Land Of Pure Imagination i participa amb projectes de Beck Hansen. Andy Sturmer ha realitzat poques activitats musicals des de Jellyfish, algunes participacions amb Puffy AmiYumi i poca cosa més. Jason Falkner és el que ha tingut una carrera en solitari més fructífera, a part de participar en altres projectes com TV Eyes i The Grays.

## Discografia

### Àlbums
- Bellybutton (1990)
- The Scary-Go-Round EP (1991)
- Jellyfish Comes Alive EP (1991)
- Spilt Milk (1993)
- New Mistake EP (1993)
- The Greatest (1998)
- Fan Club, (Caixa de 4 CD amb tota mena de rareses) (2002)
- Best (2006)

### Vídeos
- Vídeo de la cançó Baby's Coming Back
- Vídeo de la cançó The King is Half Undressed